# Suíça nos Jogos Olímpicos de Verão de 2024
Suíça participou dos Jogos Olímpicos de Verão de 2024, realizados em Paris, na França. O país participou de todas as edições dos Jogos Olímpicos de Verão, exceto pelo boicote parcial em Melbourne 1956, sendo representado por 127 atletas que competiram em 18 esportes.
Conquistou oito medalhas, sendo uma de ouro com Chiara Leone na carabina três posições feminino do tiro esportivo, duas de prata, com Julie Derron na prova feminina do triatlo e Steve Guerdat nos saltos individual do hipismo, e cinco de bronze.

## Medalhas
| Atleta                     | Esporte           | Evento                          | Medalha |
| -------------------------- | ----------------- | ------------------------------- | ------- |
| Chiara Leone               | Tiro              | Carabina três posições feminino | Ouro    |
| Julie Derron               | Triatlo           | Feminino                        | Prata   |
| Steve Guerdat              | Hipismo           | Saltos individual               | Prata   |
| Audrey Gogniat             | Tiro              | Carabina de ar 10 m feminino    | Bronze  |
| Roman Mityukov             | Natação           | 200 m costas masculino          | Bronze  |
| Roman Röösli Andrin Gulich | Remo              | Dois sem masculino              | Bronze  |
| Zoé Claessens              | Ciclismo          | BMX corrida feminina            | Bronze  |
| Tanja Hüberli Nina Brunner | Voleibol de praia | Feminino                        | Bronze  |

## Competidores
Esta foi a participação por modalidade nesta edição:
| Esporte            | Masculino | Feminino | Total |
| ------------------ | --------- | -------- | ----- |
| Atletismo          | 11        | 20       | 31    |
| Badminton          | 1         | 1        | 2     |
| Canoagem           | 1         | 1        | 2     |
| Ciclismo           | 7         | 11       | 18    |
| Escalada esportiva | 1         | 0        | 1     |
| Esgrima            | 1         | 1        | 2     |
| Ginástica          | 5         | 1        | 6     |
| Golfe              | 1         | 2        | 3     |
| Hipismo            | 6         | 3        | 9     |
| Judô               | 2         | 1        | 3     |
| Natação            | 7         | 1        | 8     |
| Pentatlo moderno   | 1         | 1        | 2     |
| Remo               | 12        | 5        | 17    |
| Tênis              | 1         | 1        | 2     |
| Tiro               | 2         | 4        | 6     |
| Triatlo            | 2         | 2        | 4     |
| Vela               | 4         | 3        | 7     |
| Voleibol de praia  | 0         | 4        | 4     |
| Total              | 65        | 62       | 127   |